# خفاش نعل بینی مهلی
خفاش نعل بینی مهلی (نام علمی: Rhinolophus mehelyi) نام یک گونه از تیره خفاش نعل‌بینی است.